# Sparkasse Vogtland
Die Sparkasse Vogtland ist die Sparkasse des Vogtlandkreises mit Sitz in Plauen.

## Organisationsstruktur
Die Sparkasse Vogtland ist eine Anstalt des öffentlichen Rechts. Rechtsgrundlagen sind das sächsische Sparkassengesetz und die Satzung der Sparkasse. Organe sind der Vorstand, der Verwaltungsrat und der Kreditausschuss.

## Geschäftsausrichtung und Geschäftserfolg
Die Sparkasse Vogtland wies im Geschäftsjahr 2023 eine Bilanzsumme von 4,225 Mrd. Euro aus und verfügte über Kundeneinlagen von 3,561 Mrd. Euro. Gemäß der Sparkassenrangliste 2023 liegt sie nach Bilanzsumme auf Rang 117. Sie unterhält 38 Filialen/Selbstbedienungsstandorte und beschäftigt 459 Mitarbeiter.
Die Sparkasse ist mit 70 Prozent Marktanteil im Privatkunden- und 50 Prozent Marktanteil im Firmenkundengeschäft Marktführer in ihrem Geschäftsgebiet.

## Geschichte
Die Sparkasse Vogtland entstand im Jahr 1996 durch Fusion von fünf vogtländischen Sparkassen, als deren Gewährträger die Kreise Plauen, Oelsnitz, Klingenthal, Auerbach und Reichenbach im Zuge einer Kreisreform zum Vogtlandkreis zusammengeschlossen wurden. Die Stadt Plauen ist über einen Zweckverband ebenfalls Träger der Sparkasse Vogtland. Die fünf Vorgängerinstitute entstanden jeweils 1952 im Rahmen der Reorganisation der Sparkassen in der DDR.